# دمپایی‌های صورتی
دمپایی‌های صورتی (انگلیسی: The Pink Slippers) فیلمی صامت به کارگردانی فرانتس هوفر محصول سال ۱۹۲۷ کشور آلمان است.